# Inonotus pacificus
Inonotus pacificus är en svampart som beskrevs av Ryvarden 2005. Inonotus pacificus ingår i släktet Inonotus och familjen Hymenochaetaceae.   Inga underarter finns listade i Catalogue of Life.